# Loudima
Loudima – miasto w południowo-wschodnim Kongu, w departamencie Bouenza. Według danych na rok 2007 liczyło 14 130 mieszkańców.